# 식구 (영화)
"식구"는 2018년에 개봉한 대한민국의 영화이다. 

## 캐스팅
- 신정근 : 순식 역
- 윤박 : 재구 역
- 장소연 : 애심 역
- 고나희 : 순영 역
- 기주봉 : 사장 역
- 정규수 : 반장 서씨 역
- 염동헌 : 작업반장 역
- 홍희용 : 슈퍼주인 역
- 전현숙 : 경분 역
- 홍주환 : 동기 역
- 이진희 : 미옥 역
- 문병재 : 정식 역
- 이근후 : 성찬 역
- 노시홍 : 홍민 역
- 송창곤 : 김 경사 역
- 박지훈 : 슈퍼아들 역
- 김주경 : 아들후배 역
- 김현 : 주인집아줌마 역
- 서영수 : 서 순경 역
- 박윤호 : 점방주인 역
- 최지민 : 민지 역
- 조유이 : 수아 역
- 류성현 : 정육점주인 역
- 최윤빈 : 정육점직원 역
- 김나연 : 여선생님 역
- 한정화 : 여공무원 역
- 차서율 : 초록이 역
- 한화성 : 소장 역 역
- 함혜영 : 민지엄마 역
- 이자은 : 자은엄마 역
- 민충석 : 취객 1 역
- 이창익 : 취객 2 역
- 태원석 : 취객 3 역
- 김소정 : 슈퍼아줌마 역
- 김현 : 목사님 역
- 박정미 : 사모님 역
- 김선혜 : 이웃집아줌마 역
- 손소영 : 옆집아줌마 역
- 정태야 : 박 경위 역
- 황미혜 : 식당이모 역
- 김성은 : 아가씨 역
- 서형훈 : 웨이터 역
- 강민재 : 공익요원 역
- 장용주 : 김밥아줌마 역
- 김정문 : 버스기사 역
- 송현진 : 공사장인부 역
- 이정훈 : 공사장인부 역
- 윤상훈 : 공사장인부 역
- 임영훈 : 덩치인부 역
- 김하림 : 경리여직원 역
- 김동현 : 자전거가게주인 역
- 송예은 : 사회복지여공무원 역
- 이한주 : 여고생 순영 역
- 임동규 : 장례식장 부조금 남자 역
- 홍정민 : 어린소녀 역
- 안상환 : 체육선생님 역
- 최창규 : 버스 승객 역
- 서울 : 노숙자 역
- 송은율 : 미모의여자 역
- 구재숙 : 조문객 1 역
- 최정순 : 조문객 2 역
- 손희태 : 유치원 엄마 역
- 최은성 : 행인 1 역
- 송시후 : 행인 2 역
- 서민정 : 행인 3 역
- 원행도 : 마을주민 1 역
- 한성국 : 마을주민 2 역
- 오재윤 : 경찰 1 역
- 김종호 : 경찰 2 역
- 안내상 : 재구 형 역 (특별출연)
- 신철진 : 이발사 역 (특별출연)